# Distretto di Rosaspata
Il distretto di Rosaspata è uno degli otto distretti della provincia di Huancané, in Perù. Si trova nella regione di Puno e si estende su una superficie di 301,47 chilometri quadrati.

Istituito il 24 ottobre 1876, ha per capitale la città di Rosaspata; nel censimento 2005 si contava una popolazione di 6.145 unità.